# Контой (Лахш)
Контой (тадж. Контой) — село в Истиклольском сельском джамоате Лахшского района. Расстояние от села до центра района — 35 км, до центра джамоата — 6 км. Население — 40 человек (2017 г.), таджики.